# 竹镇镇
竹镇镇是中国江苏省南京市六合区下辖的一个镇。

## 行政区划
竹镇镇下辖以下行政区：
竹镇社区、丰乐村、宝贡村、金磁村、烟墩村、八里村、大侯村、乌石村、乌山村、石婆村、仇庄村、泉林村、侯桥村、大泉村、大河桥村、光华村、三星村、送驾村